# Ветчинкин, Владимир Петрович
Влади́мир Петро́вич Ветчи́нкин (17 [29] июня 1888, Кутно — 6 марта 1950, Москва) — русский советский учёный-механик, работавший в области аэродинамики, ветроэнергетики, ракетной техники и теоретической космонавтики. Доктор технических наук (1927), действительный член Академии артиллерийских наук (1947). Заслуженный деятель науки и техники РСФСР (1946). Лауреат Сталинской премии 2-й степени (1943).

## Биография

Ветчинкин в кабине «фармана». 1918 год.

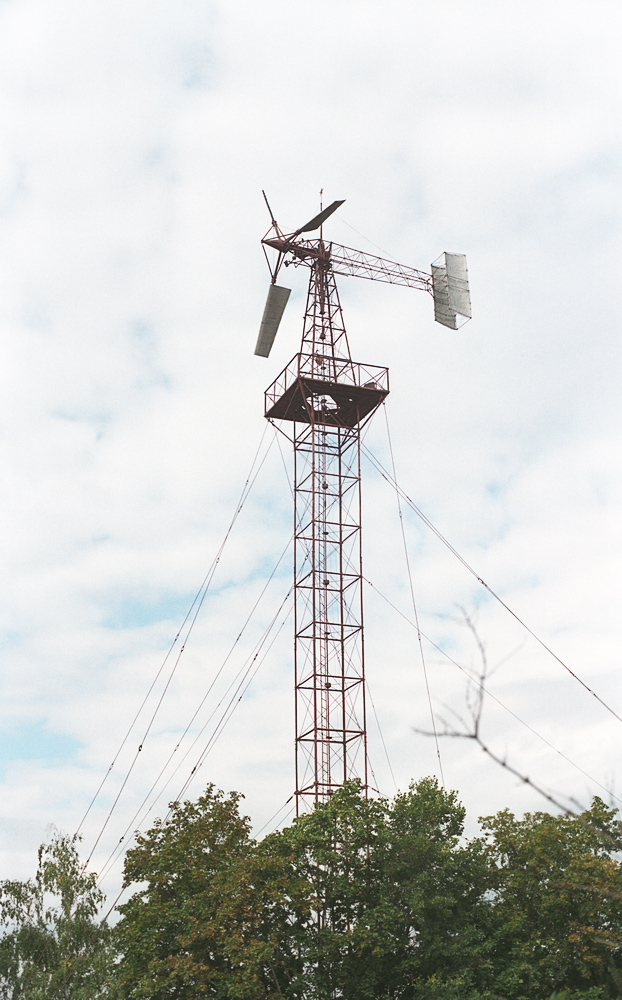
Ветрогенератор Уфимцева и Ветчинкина в Курске.

Владимир Петрович родился в Кутно, Польша (в то время — в составе Российской империи); в этом городе был расквартирован полк, в котором служил его отец — штабс-капитан.
Ветчинкин окончил Курскую гимназию, затем — Московское высшее техническое училище в 1915 году, защитив дипломный проект «Тяжёлый аэроплан типа „Илья Муромец“». Он был любимым студентом Н. Е. Жуковского; вместе они ещё в 1913 году разработали и опубликовали теорию завихрения авиационных винтов. В 1916 году Жуковский и Ветчинкин организовали Бюро авиационных вычислений и испытаний при Аэродинамической лаборатории Московского высшего технического училища; в этом же году Ветчинкин начинает свою педагогическую деятельность в МВТУ (он преподавал на курсах подготовки лётчиков). В 1918 году он был одним из первых помощников Жуковского при создании Центрального аэрогидродинамического института (ЦАГИ).
В 1921 году Ветчинкин вместе с изобретателем А. Г. Уфимцевым приступил к работе над высокопроизводительной ветроэнергетической установкой для производства электроэнергии; чтобы поддержать эти работы, Жуковский создал в ЦАГИ новый Отдел ветряных двигателей. В 1923—1929 годах в Курске был построен 8-киловаттный экспериментальный ветрогенератор по проекту А. Г. Уфимцева (чтобы сохранить энергию во время затишья ветра, использовался 360-килограммовый маховик, содержащийся в вакуумной камере). В октябре 1932 года курская ветростанция была пущена в постоянную эксплуатацию.
В 1921—1925 годах Ветчинкин читал лекции по теории ракет и космических путешествий, и был первым, кто обосновал оптимальность межпланетных перелётов по эллиптическим траекториям (идея, как правило, приписывается Вальтеру Гоману).
В 1923 году В. П. Ветчинкин стал профессором Академии ВВС им. Жуковского. В 1925—1927 годах он работал над задачами крылатых ракет и реактивных самолётов, а позднее принимал участие в деятельности РНИИ (Научно-исследовательский институт реактивного движения). 26 января 1926 года коллегия НТО ВСНХ поручила учёному дать заключение на рукопись Ю. В. Кондратюка «О межпланетных путешествиях», в которой тот не только самостоятельно пришёл к некоторым выводам К. Э. Циолковского, но и продвинулся далее. Ветчинкин, тщательно прочитав все 12 глав, сделал заключение, что Кондратюк — самобытный талант, книгу которого следует напечатать, а самого его вызвать в Москву из провинции.
Работая в ЦАГИ, Ветчинкин вёл научные работы в области динамики полёта ракеты. Его выступления на научных заседаниях бывали остро критичны, так в конце 1930-х годов Учёный совет ЦАГИ обсуждал вопрос о присвоении учёной степени кандидата наук одному из лётчиков-испытателей. Учёный секретарь совета на вопрос: «Что сделано соискателем?» ответил, что лётчик одним из первых достиг высоты 6000 м. Ветчинкин (с места): «А на доктора сколько надо? Восемь тысяч хватит?!»
В 1944 г. В. П. Ветчинкин стал (после смерти А. П. Котельникова) заведующим кафедрой «Теоретическая механика» Московского высшего технического училища и возглавлял кафедру вплоть до своей кончины. Профессор В. В. Голубев писал: «Этой кафедрой в студенческие годы Владимира Петровича руководил Н. Е. Жуковский, и взять руководство этой кафедрой для Ветчинкина значило продолжить славное дело своего великого учителя. Легко понять, с каким энтузиазмом Ветчинкин взялся за это дело и как он старался в преподавании этого предмета сохранить ведущие идеи своего учителя Н. Е. Жуковского — механика, естествоиспытателя, экспериментатора и инженера». Современники (например, доктор физико-математических наук А. С. Алешин) отмечали высокий уровень лекций Ветчинкина, они были популярны у студентов, а поскольку вход для всех был свободный, приходили послушать и посторонние — и те, кто интересовался авиацией всерьёз, и многочисленные поклонницы Ветчинкина, его пения, его голоса. Когда он как-то нарисовал на доске профиль крыла и, как было принято, назвал его дужкой, в аудитории вдруг раздался томный вздох: — «О господи! Вы сами душка, профессор!»
Умер В. П. Ветчинкин в Москве в 1950 году. Похоронен на Новодевичьем кладбище (3 уч.). Мать, Л. Н. Ветчинкина, похоронена на Быковском кладбище в Жуковском.

## Награды и премии
- Сталинская премия II степени (22 марта 1943) — за многолетние выдающиеся работы в области науки и техники
- 2 ордена Трудового Красного Знамени (в том числе 16 сентября 1945)
- орден Красной Звезды
- Заслуженный деятель науки и техники РСФСР (1946)

## Память
Именем Ветчинкина назван кратер на обратной стороне Луны.